# Bernhard Samuels
Bernhard Samuels fue un flautista nacido en Paramaribo (Surinam) el 10 de noviembre de 1872 y asesinado en Terezín (Checoslovaquia) el 22 de julio de 1944.

## Biografía
Provenía de una familia judía asentada en la Guayana Neerlandesa (actual Surinam). Fue flautista en el Festival de Bayreuth entre 1906 y 1911. En 1911 creó un dispositivo para mantener la corriente de aire en los instrumentos de viento de forma continua, sin necesidad del aliento del instrumentista. El Aerophon consiste en una boquilla conectada a un tubo con un fuelle accionado por un pedal. Richard Strauss lo recomendó para su Sinfonía alpina.
Fue trasladado a Terezín el 27 de enero de 1944 y asesinado el 22 de julio de dicho año en el campo de concentración de Theresienstadt.